# Delitto e castigo (film 2002)
Delitto e castigo è un film russo del 2002 diretto da Menahem Golan. Si tratta della trasposizione sullo schermo del celeberrimo omonimo romanzo di Fëdor Dostoevskij.